# Soubestre
Ne doit pas être confondu avec Sauvestre ou Souvestre.

Périmètre approximatif du Soubestre d'un point de vue géomorphologique

Le Soubestre ou "Saubestre" (Seuvestre en gascon) est aujourd'hui un terroir du nord-est des Pyrénées-Atlantiques, dans le nord du Béarn. La définition traditionnelle de ce petit pays correspond à peu près à la vallée du Luy de Béarn entre Montardon et Sault-de-Navaille ainsi que les coteaux avoisinants.

## Histoire
Région essentiellement boisée au milieu de l'époque médiévale, son peuplement et l'exploitation de ses terres ont commencé à la fin du Xe siècle et au début du XIe siècle, à la suite d'importants défrichements entrepris par les moines de l'abbaye de Larreule qui viennent de s'y installer. C'est à cette époque que Pierre de Marca mentionne un certain Loup-Garsie ou Garsie-Loup, comme seigneur du Soubestre et de Louvigny. 

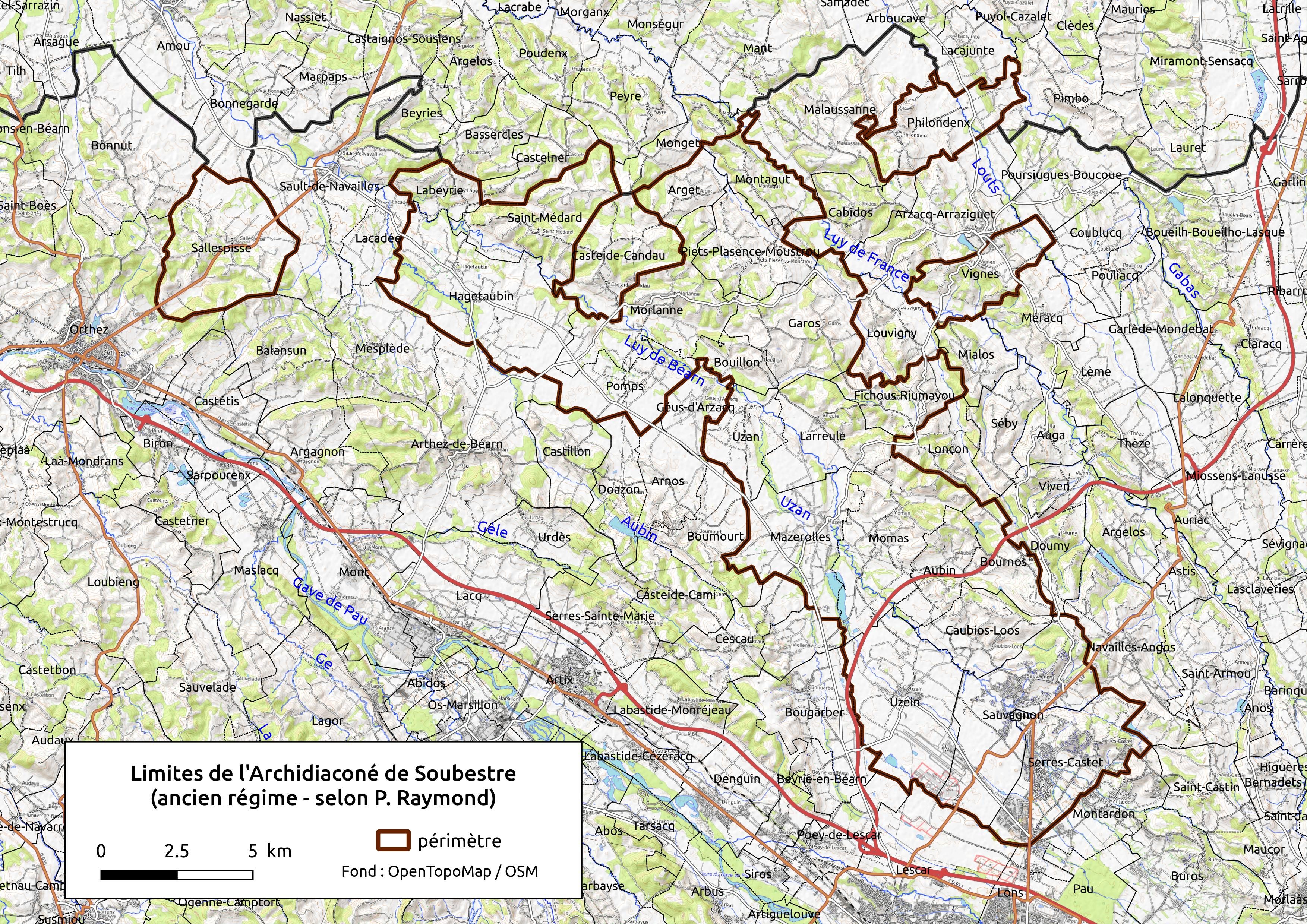
Archidiaconé de Soubestre d'après Paul Raymond.

Au XIIe siècle, le Soubestre est l'un des cinq archidiaconés de l'évêché de Lescar. L'archidiacre réside à Garos et a la responsabilité de paroisses appartenant au nord de la vicomté de Béarn, tandis que celles appartenant à la vicomté voisine de Louvigny, bien que sous l'autorité de l'évêché de Lescar, sont sous l'autorité d'un archidiacre différent, celui de Rivière-Luy résidant à Sault-de-Navailles. Au XIVe siècle, Gaston Fébus fait du Soubestre, un parsan et conserve Garos comme chef-lieu. Ce statut à la fois politique et religieux perdure jusqu'en 1789. 
N'ayant plus d'existence religieuse ni juridique au cours des XIXe et XXe siècles, le terme de Soubestre n'est pratiquement plus employé dans l'usage courant et la littérature. Sa remise à l'honneur intervient après la création de la communauté de communes du canton d'Arzacq en 1994, bien que cette communauté ne corresponde que partiellement au Soubestre de l'Ancien Régime.

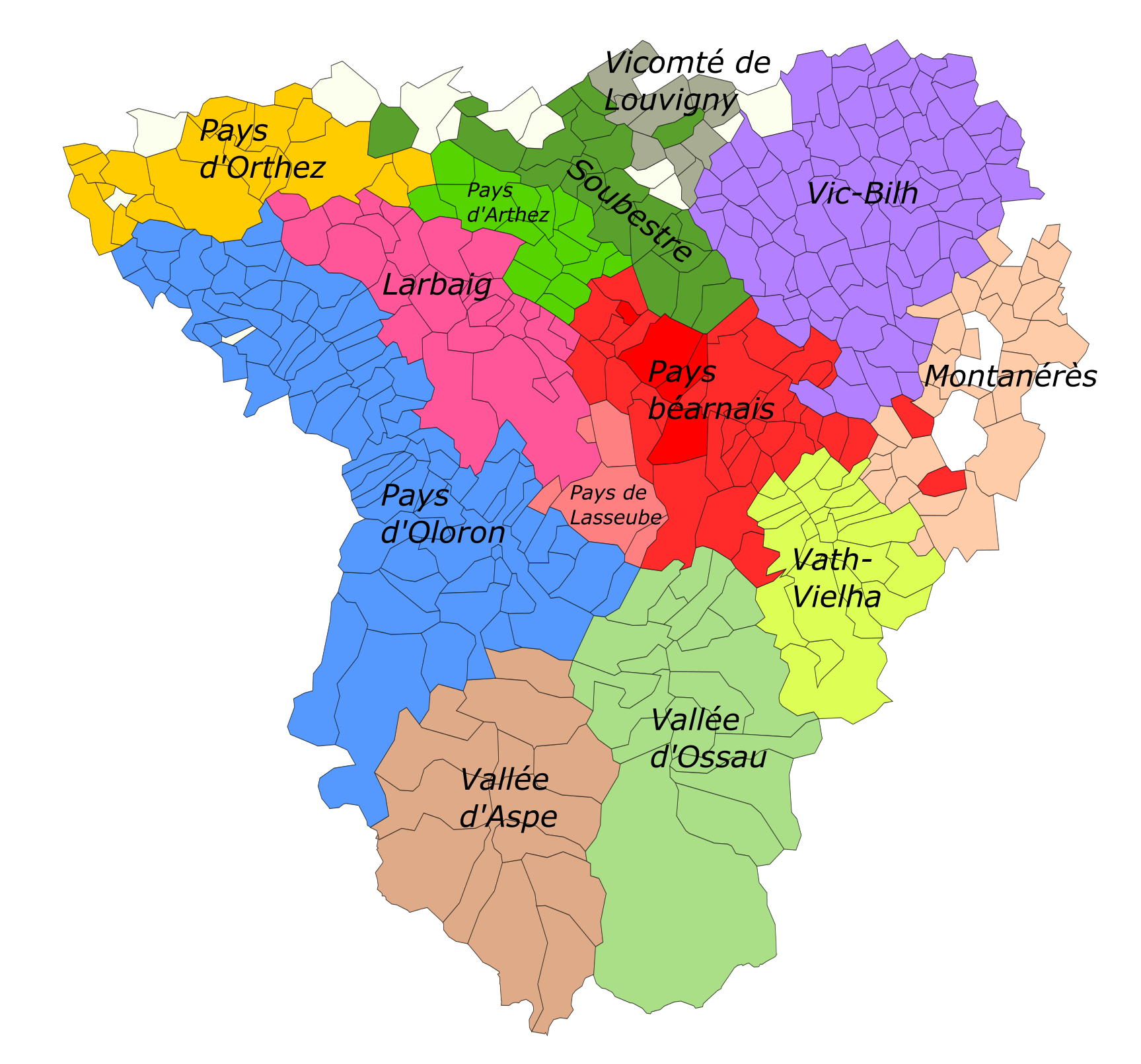
Divisions traditionnelles du Béarn

## Étymologie et terminologie
Le terme de Soubestre viendrait du latin (Pagus) Silvestris, c'est-à-dire « le territoire boisé » ou « le territoire couvert de forêts ». Les sources historiques (conservées dans l'Histoire du Béarn de Pierre de Marca) mentionnent l'existence de ce terroir dès la fin du Xe siècle : 
- Pagus Vasconiae qui dicitur Silvestrensis (vers 980, cartulaire de Larreule, « le territoire des Vascons qui est appelé par son boisement »)
- Silvestrum (vers 982, cartulaire de Saint-Sever)
- Archidiaconatus Silvestrensis (selon le cartulaire de Lescar de 1101 mentionné par Pierre de Marca)
- Saubeste (1188, fors du Béarn[8])
- Soubeste (1409, fors de Béarn, E2622)[n 3]
- Sobeste (1576, rôles d'Enquêtes. B2267)[n 3]

Deux termes s'imposent aujourd'hui : Soubestre ou Saubestre. En fait, il y a une ségrégation géographique dans l'emploi de l'une ou l'autre orthographe : Saubestre est aujourd'hui surtout utilisée dans des dénominations commerciales et associatives des environs d'Arthez-de-Béarn, tandis que Soubestre s'emploie de manière quasi systématique dans le canton d'Arzacq-Arraziguet.
En occitan, ce territoire prend le nom de Seuvestre.

## Situation actuelle

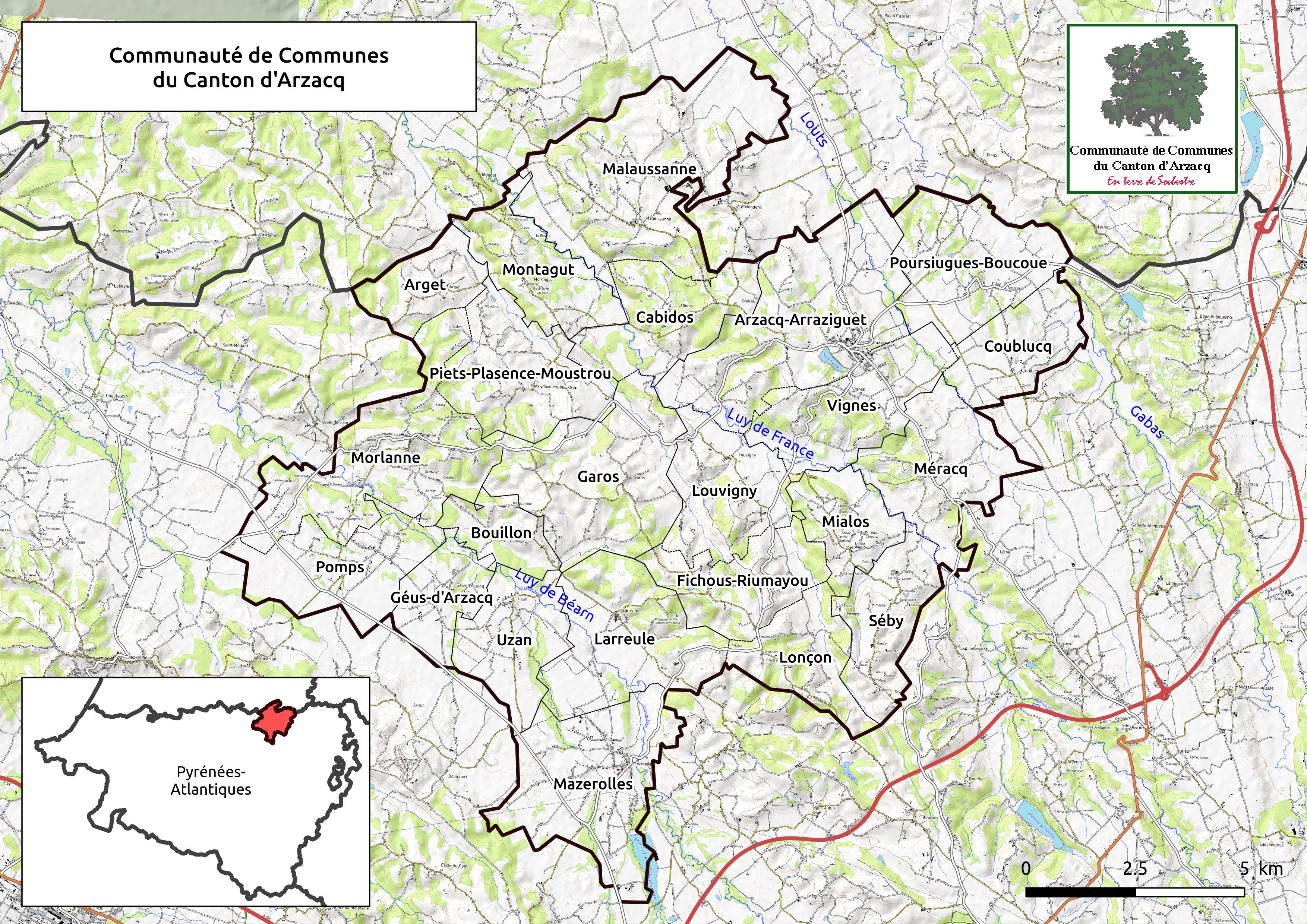
CC du canton d'Arzacq - terre de Soubestre

Le Soubestre est diversement associé la zone nord-nord-ouest du Béarn. L'ancienne communauté de communes du canton d'Arzacq avait pris pour slogan "en terre de Soubestre". 

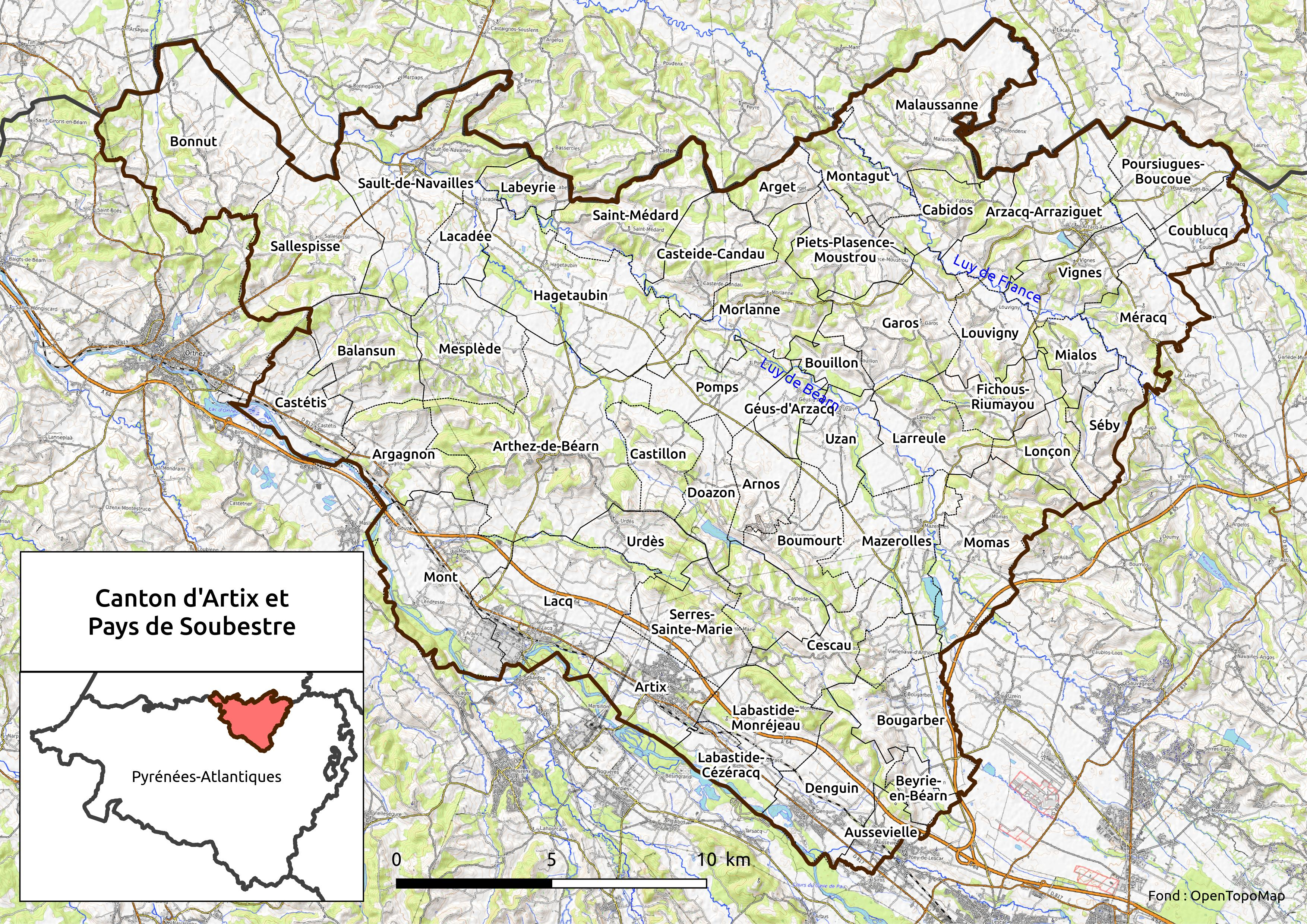
Canton d'Artix et Pays de Soubestre

Le canton d'Artix et Pays de Soubestre donne une existence administrative moderne à ce territoire. 

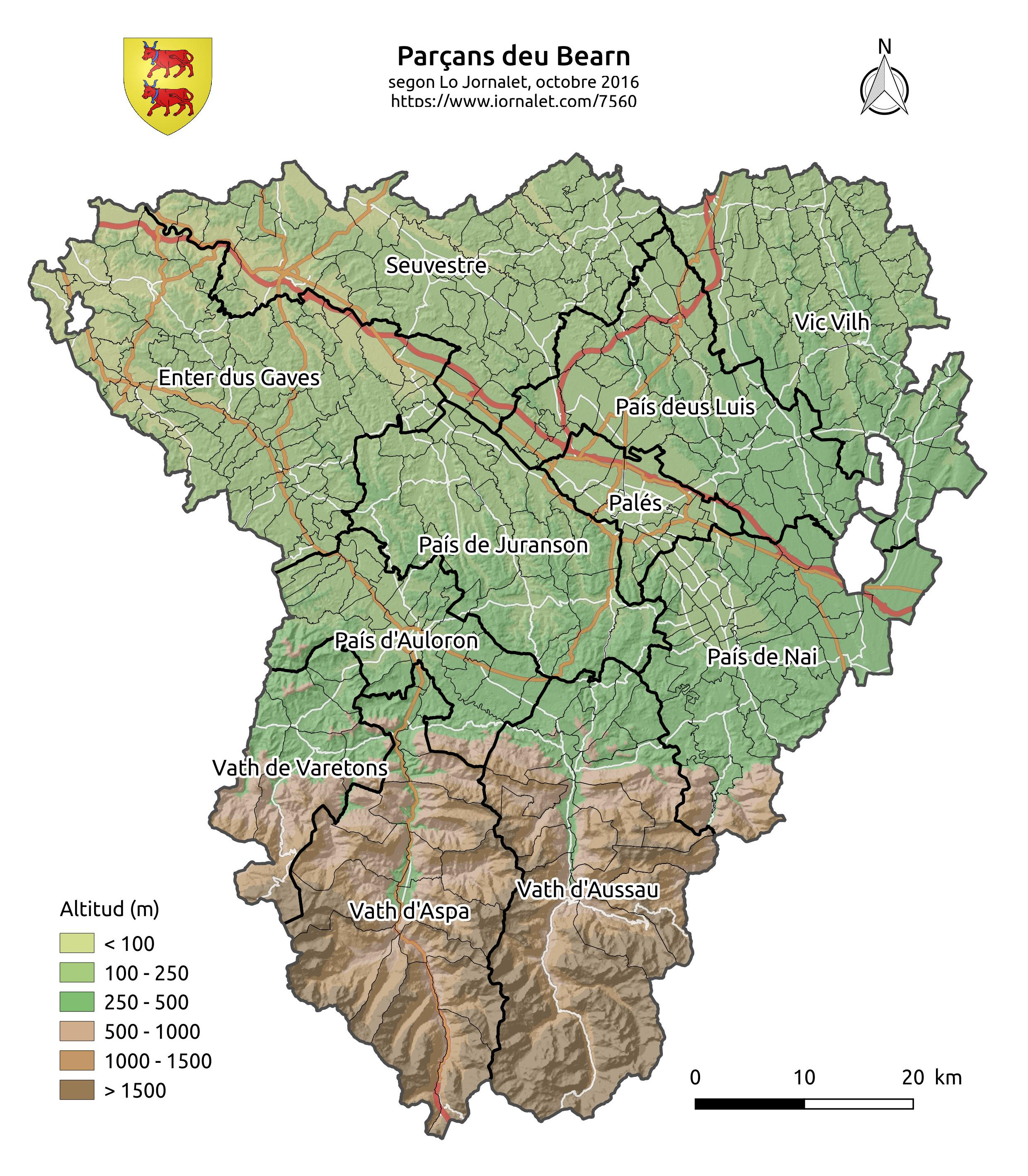
Découpage du Béarn selon lo Jornalet

Le journal occitan Lo Jornalet propose en 2016 une carte des territoires d'Occitanie servant de référentiel géographique pour ses articles, et selon laquelle le Soubestre (en occitan : Seuvestre) englobe les territoires traditionnels de la Vicomté de Louvigny, du Pays d'Arthez et une partie du Pays d'Orthez, ainsi que la commune landaise de Philondenx.